# 쿠사나기 쓰요시
구사나기 쓰요시(일본어: 草彅剛 구사나기 쓰요시[*], 1974년 7월 9일~)는 일본의 남성 가수이자 배우이다. 자니즈 사무소 소속 출신으로, SMAP의 멤버였다. 음악뿐만 아니라, 쇼, 연기등 다방면에서 활발한 활동을 벌이고 있다. 애칭은 일본어: つよぽん 츠요뽕[*]으로 팀 내의 이미지 컬러는 노란색이다.
2017년 9월 8일에 이나가키 고로, 카토리 싱고 등과 자니스 사무소를 퇴소. 2017년 9월 23일에, 새로운 지도라는 공식 홈페이지를 공개하며, CULEN에서 활동할 것임을 공표했다.
대한민국과 한국어에 대한 관심과 열의가 높은 것으로 알려져 있으며, 2002년 대한민국에서 초난강(草彅剛)이라는 활동명으로 음반을 출시한 이후 해당 이름을 사용하기도 한다.

## 초난강의 이름
대한민국에 알려져 있는 이름 ‘초난강’은 그의 본명 '草彅剛'을 한국어 한자 발음으로 음독한 것으로 알려져 있으나, 실제로는 그 음독이 정확하지 못하다. 그의 이름 중의 ‘나기’ 부분의 발음인 ‘彅’은 일본 고유 한자이며, 그 사용빈도가 높지 않은 벽자로서 일본 한자 능력 검정시험에도 나오지 않는다. 이것이 ‘난’으로 읽히게 된 까닭은, 그가 대한민국 데뷔를 계획할 때에 관련 코디네이터로 조언을 위해 찾아온 허한조에게 '草彅剛'의 한국어 음독을 묻자, 그가 즉석에서 ‘초난강’이라고 읽었기 때문이다. '彅'의 한국식 독음은 존재하지 않는다.
'彅'자가 일본에서도 거의 쓰이지 않는 한자이다 보니, 일본에서는 '彅' 대신 같은 훈으로 읽히는 '薙'자를 써서 그의 이름을 '草薙剛'으로 표기하기도 한다.

## 한국관련
- 한국어를 열심히 공부하여 일상회화정도는 불편함이 없어, 대한민국의 연예인들과도 한국어로 이야기할 수 있다. 그 모습은 콘서트나 텔레비전 방송에서도 자주 볼 수 있다. 또한 매주 금요일 새벽 1시 15분에 후지 TV에서 방송되는 버라이어티 프로그램인 《초난강》(일본어: チョナン・カン)을 진행하고 있다. 이 방송은 한국어로 진행되고 한국의 문화, 생활을 소개하며 한국 연예인들과의 인터뷰로 꾸며지고 있다.
- 방송 기획이었던 《초난강》이 발전하여 초난 강이라는 이름으로 한국에서 쇼 프로그램이나 시트콤 등에 출연하고 한국어로 부른 노래를 한국과 일본에 동시발매하기도 하였다. 또, 초난강의 모습으로 일본의 KFC(켄터키 후라이드 치킨)의 CF에도 출연하고 배경음악으로도 초난강의 음악이 쓰였다.
- 2002년 7월 12일 대한민국의 음반 회사 도레미미디어에서 CD 싱글〈정말 사랑해요〉를 발매하였다.
- 초난 강으로 데뷔한 초기에는 볼을 빨갛게 강조한 메이크업과 화려한 의상이 많았다.
- 2002년 5월 22일, 한국의 한국광관공사에서 방송『초난강』이 한국에 많은 관광객을 불러 한국 관광광보에 기여한 공적을 높이 사 감사패를 증여했다. 이 방송의 기획으로 한국의 인기 시트콤『논스톱』（MBC）에 2회 게스트 출연 했다.
- 2002년 6월 21일, 방송 『초난강』이 전일본 텔레비전 방송 제작 회사 연맹의「ATP상 텔레비전 기자상」을 수상.
- 2003년 6월 노무현 대통령의 방일 당시 TBS의 대담 프로그램에 진행자를 맡았으며, 2008년 4월에 이명박 대통령의 일본 방문 당시에도 《이명박 대통령과의 직접 대화》라는 대담 프로그램에 진행자로 활동하기도 하였다. 이 방송은 대한민국과 일본에 동시에 방영되었다.
- 2004년, 전편 한국어로 만들어진 쿠사나기 주연 영화『호텔비너스』는 러시아의 모스크바 국제 영화제 컴페티션 퍼스펙티브부문 최우수상을 수상.
- 2004년 10월, 쿠사나기가 닛케이BP의「일본 이노베이터 대상 재팬쿨 상」을 수상（수상식은 11월 25일）재팬쿨상은 동년 신설 된 상으로 사람들을 매료시키는 정치적 가치관이나 문화적 매력 등과 같은 소프트 파워에 공헌 한 자들이라는 관점으로 뽑혔다. 쿠사나기는 한일간의 문화 교류에 큰 공헌을 하였다 인정되어 수상받았다. "쿠사나기씨의 이러한 활동은 일본에 있는 한국인에게 큰 격려가 된다." 등의 수상 이유가 있었다.
- 2012년 11월 3일부터 2013년 2월 3일까지, 일본과 한국에서 일제시대를 무대로 하는 연극『나에게 불의 전차를』에서 일본의 지식인 야나기 무네요시를 모델로 한 인물 야나기하라 나오테루를 열연. 양국에서 큰 반향을 일으켰다.
- 『나에게 불의 전차를』을 위해 2013년 1월 27일에 한국공연을 위해 방한, 2013년 2월 7일 한국의 예능 토크쇼『무릎팍 도사』에 출연. 방한 당일 공항에서 30분만에 촬영장에 들어가 6시간에 걸쳐 촬영을 하였다.

## 인물
- 1987년, 중학교1학년 당시, 쟈니스 사무소에 입소. 그해 가을, 스케이트 보이즈가 결성되어 멤버로 뽑혔다. 1988년 4월, 스케이트 보이즈에서 뽑힌 멤버들로 SMAP이 결성 됨.
- 1993년, 호리코시 고등학교의 예능활동 코스를 자택에서 편도길 2시간에 걸쳐 통학, 3년간 "무지각, 무결석"으로 개근상을 받고 졸업. 이때 호리코시 전코스의 졸업생을 대상으로 학업 우수, 품행방정이었던 10명에게 보내지는 "호리코시상"을 수상 받았다. 예능코스의 졸업생중에서 "호리코시상"을 수상 한 것은 쿠사나기가 처음이었다.
- 코이즈미 쿄코로부터 부탁을 받아 1996년 "남자아이 여자아이"의 코러스에 참여. 코이즈미는 "제일 귀여우니깐"이라며 쿠사나기에게 부탁하였다고 한다.
- 1998년 10월 유스케 산타마리아와 함께 사회를 맡는 방송 『『풋』스마』가 방송개시. 그 해「DVD&비디오에 대상 베스트 탈랜트상」「MEN'S CLUB 베스트 드레서상」을 수상했다.
- 1999년부터 남성 베스트 지니스트에 5년 연속으로 뽑혀 전당 입성.
- 2003년도 고액납세자 랭킹에서 쟈니스 소속 탈랜트 중 1위를 기록.
- 2005년 8월 27일-28일, 일본텔레비전 계열의 챌리티 방송 『24시간 텔레비전』에서 SMAP의 동료이자 단짝인 카토리 싱고와 함께 메인 퍼스널리티를 맡았다. 1978년부터 시작된 『24시간 텔레비전』역대 시청률 1위, 평균 시청률은 19%를 기록.
- 2005년 12월, 후지텔레비전 계열로 1974년부터 매년 방송 되는 연말 음악 특별 방송 『FNS가요제』에서 쿠사나기가 사회를 맡은 이래, 2012년까지 사회를 하고 있다.
- 고등학교의 영어 교과서에 교재 장르 "시대, 유행"에서 베스트 지니스트에 뽑힌 수상자로써 2002년 베스트 지니스트 수상식에서의 쿠사나기의 사진이 2003년부터 2013년에 걸쳐 개재되어 있다.
- 2009년 7월, 세탁세제의 광고 호감도 1위를 획득. 모든 연령대에게 지지 받았다고 한다. 음주 사고가 있었던지 3개월 후의 조사였으나, 그의 평소의 청렴한 이미지가 강하게 반영되었다.
- 2009년 아메바 블로그에서 주연 영화 『BALLAD 이름없는 사랑의 노래|발라드 이름없는 사랑 노래』개봉을 앞두고 쿠사나기와 스탭들에 의해 기간 한정 블로그가 개설. 이 블로그는 종합 악세스 랭크 1위를 획득. 이 블로그는 쿠사나기의 이름이 일절 표기되어 있지 않고, 영화의 캐릭터의 이름으로 쓰여졌다. 쟈니스 사무소에 소속하는 탈랜트가 무료 관람의 블로그를 연 것은 이것이 처음이었다.
- 2010년 콘서트에서 피아노 연주를 피로했다.
- 20대에는 헤비스모커였으나, 30대가 되기 전에 담배를 끊음. 2009년의 음주 사고로 인해 그 이후 금주 중.
- 2012년 방송 『SMAP간바리마슷!』에서 SMAP의 동료인 기무라 타쿠야가 "쓸데없이 고민하지 말고 이제 슬슬 함께 건배를 하자"고 약속. 2012년의 홋카이도에서의 마지막 콘서트에서 크게 마음을 먹고 멤버들과 잔을 들려고 했으나, 당일 생방송으로 인해 경황이 없었던 결과 결국 여전히 술을 입에 대지 않고 있다.
- 2012년 7월 22일 『FNS 27시간 텔레비전』에서 쿠사나기는 시간내에 100킬로 마라톤을 완주했다. 방송 전부터 "휙하고 갔다가, 휙하고 돌아오겠다."라고 선언하였으나, 예상밖의 고전으로 그는 골 직후 끝내 눈물을 보였다. 그러나 마지막까지 "힘들때 일수록 웃어야 한다. 여기서 울면 비겁한거다. 이건 눈물이 아니라 땀이다. 여유였다"라고 하여 회장을 감동과 함께 웃음바다로 만들었다.
- 독특한 세계관의 그림을 그린다 하여 일명 "화백"이라 불린다.
- 그의 드라마에 주제가로 기용된 SMAP의 싱글들은 하나같이 대히트를 기록, "쿠사나기의 드라마 주제곡이 되면 팔린다"라는 징크스를 갖고 있다.
- 잡지 anan의 "결혼 하고 싶은 남자 랭킹"에서 1위. 또 수년간 5위안에 랭크인. 2009년 연애상담사이트 "맷치 닷컴"의 조사에서는 "결혼하고 싶은 유명인" 4위.

### 성격
- 온화하고 순한 성격으로 주로 "스님 같다. 보살같다"라는 평가를 받는다. 순해보이는 외관과 이름(草)때문에 초식계 남성을 대표하는 탈랜트로 뽑히지만, 실재로는 정열적이고 쉽게 뜨거워지는 타입이기도 하다. 어렸을적부터 정의감에 넘쳐서 자주 길에서 깡패들에게 휘말리면 나서서 싸워서 함께 있던 멤버를 지키기도 했다고 한다. 학창시절에는 지금의 모습으로는 상상도 되지 않을 정도로 주먹이 먼저 나가는 다혈질이었다고 한다. 실은 엄청난 근육질이기도 하고, 멤버내에서 가장 남자다운 성격이기도 하다.
- 좋아하는 것에는 과도할 정도로 열을 올리지만, 흥미가 없는 것에는 전혀 관심조차 보이지 않는다. 그렇기 때문에 세간의 유행에 둔감하고, 탈랜트들의 이름과 얼굴을 잘 외우지 못한다.
- 마이페이스, 의외로 독설가이기도 하다. 악의는 없으나, 생각 한 것을 그대로 말하는 타입이다.
- 승부욕이 강한 편이라 지는걸 싫어하며, 고집이 세다.
- 야한 이야기를 잘 못한다. 과거에 멤버들이 장난 삼아 "젖가슴" "헤어(음모)"라는 말을 억지로 하게 만들려고 했지만, 본인은 끝끝내 거부 했다. 그렇기 때문에 멤버들은 "얘 실은 아무것도 모르는거 아니야?"라는 의혹을 품기도 했다.
- 텔레비전에서의 모습과 평소의 모습이 크게 변함이 없다. 길에서 만난 일반인들에게도 상냥하게 말을 걸거나 인사를 한다는 목격담을 자주 발견 할 수 있다. SMAP 그룹 내에서는 자칭 "무드메이커"이다. 천연덕스럽고 한결같은 태도로 멤버들의 긴장을 풀어주곤 한다고 한다.
- 성실하고 엄청난 노력파다. 힘든일이나 타인들의 욕을 그대로 꿀꺽 삼키고 견뎌 낸다고 해서 "呑みこみの剛"라고 불린다고 한다.
- 거짓말을 못하는 타입이다. 거짓말을 칠 때나, 당혹한 상황에 놓여지면 땀을 뻘뻘 흘린다.
- 지나칠정도로 겸손해서, 언제나 "나는 SMAP이 아니었으면 그냥 평범한 사람이었을거야. 난 별것 아닌 사람이야"라고 말버릇처럼 말한다.
- 불혹의 나이지만, 순수하고 솔직하며 개구장이 같은 모습에 5살 꼬마(五歳児)라는 별명이 있다.
- 20대에는 자신의 자택이 위치를 "이웃 아주머니가 나를 평범한 대학생이라고 생각하고 있는데, 유명한 너희들이 오면 대소동이 일어날거야"라고 하면서, 같은 SMAP의 멤버들에게도 알려주지 않았다고 한다. 하지만 최근 몇년간은 멤버인 카토리 싱고, 이나가키 고로 등이 때때로 자택에 방문을 하는 등, 교류를 갖고 있다.
- 낯을 가리는 성격이기도 하기에, 연예인들에게는 휴대폰 번호를 좀처럼 알려주지 않는다.
- 순수하게 사람을 잘 믿기 때문에 몰래 카메라 기획에 걸리는 일이 많다.

### 취미・특기
- 노력이 취미.
- 엄청난 청바지 매니어로써 유명하다. 또한 부츠나 구제옷도 좋아한다. 최근에는 바이크에 빠져 있다고 한다.
- 독서가 취미. "엄청나게 바쁜 스케줄 속에서 믿기지 않을 정도로 책을 읽고 있다"는 말을 듣는다. 좋아하는 책의 장르는 자서전, 소설등을 뽑는다. 쿠사나기는 "읽은 책은 내 속에서 씹어서 소화하고 피와 뼈가 되는것 같습니다. 무의식중에 자신의 생활 속에 활용되는 일이 상당히 많이 있어요"라고 말했다.
- 백턴이 특기. SMAP내에서는 유일하게 백턴을 할 수 있다.(과거에는 기무라도) 콘서트에서는 그가 백턴을 하는 코너가 항상 있다.

### SMAP 멤버들과의 관계
- 나카이 마사히로는 쟈니스 사무소에 들어 온 시기가 비슷하여, 가장 오래 알고 지낸 사이다. 나카이는 텔레비전 위에서 쿠사나기를 괴롭히는 경우가 많아서 일부 팬들 사이에서는 나카이가 쿠사나기를 싫어한다는 소문이 돈 시절도 있었다. 그러나 쿠사나기가 아프면 제일 먼저 전화를 걸고, 쿠사나기의 드라마 등을 보고 전화를 걸어 감상을 전달하기도 하며, 2012년 27시간 텔레비전에서 쿠사나기가 마라톤을 달리기 전에는 몰래 부적을 전해주기도 하는 등, 보이지 않는 곳에서는 무척 챙긴다. 그런 나카이에 대해 쿠사나기는 "겉으로는 날라리인척 하지만 무척 상냥한 사람"이라고 말한다. 팬들은 나카이&쿠사나기 콤비를 "도토리 콤비"라고 부른다.
- 기무라 타쿠야는 쿠사나기를 처음 봤을때, 외국인으로 오해하고 영어로 말을 걸었다고 한다. 어렸을 적에는 자주 함께 쇼핑을 다니며 친하게 지냈다. 그러나 기무라의 엄격한 태도 때문에 쿠사나기는 멤버 중 함께 있으면 가장 긴장하는 사람으로써 기무라를 꼽는다. 하지만 혈연관계가 아니면 "형"이라고 부르지 않는 일본에서 드물게 기무라를 "형(お兄ちゃん)"이라고 표현 하는 등, 좋은 본보기이자 듬직한 대상으로써 생각하고 있다. 기무라는 쿠사나기의 연기에 대해 "무척 자극 받는 상대"라고 표현. 기무라는 쿠사나기가 MC인 "풋스마"의 팬이기도 하다. 팬들은 기무라&쿠사나기 콤비를 "타쿠쯔요"라고 부른다.
- 이나가키 고로는 스마스마의 대기실을 10년 이상 함께 쓰기 때문에 둘이 함께 있어도 가장 어색하지 않은 관계라고 한다. 두 사람은 고등학교는 1년 선후배 사이였다. 식사 취향이 잘 맞기 때문에 자주 함께 식사를 하러 간다. 쿠사나기는 이나가키를 "인생의 선배"라고 표현한다. SMAP내에서도 연극 활동을 많이 하는 두 멤버는 매번 서로의 연극을 보러 간다. 팬들은 이나가키&쿠사나기 콤비를 "로하스 콤비"라고 부른다.
- 카토리 싱고는 쿠사나기의 가장 큰 친우이다. 어릴적부터 항상 함께 어울리며 자라났다. SMAP POWER SPLASH는 두사람은 함께 진행하는 라디오 방송이다. 지금도 가장 대화를 많이 나누며, 누구보다 서로가 서로에 대해 잘 알고있다고 한다. 카토리는 쿠사나기를 "쯔요시"라는 이름의 애칭인 "쯔요뽕"이라고 부르며, 이 호칭은 쿠사나기를 일본에서 제일 유명한 "쯔요뽕"으로 만들었다. 팬들은 쿠사나기&카토리의 콤비를 "신쯔요"라고 부른다.

### 배우로서
- 1997년 4월 쿠사나기 주연 드라마 『좋은 사람。』이 평균 시청률 20퍼센트를 넘기고, 첫회 24.6퍼센트를 기록. 이 드라마로 "드라마 아카데미상 주연 남우상"을 수상했다. 그 해 8월 비디오 리서치에 의한 탈랜트 이미지 조사 결과에는 쟈니스 사무소에 소속하는 탈랜트 중에서 인기 1위를 획득. 『좋은 사람。』로 쿠사나기는 배우로써의 입지를 완전히 다지게 되며, 그의 출세작으로 꼽힌다.
- 1999년에 상연된 연극『카마타 행진곡』의 극본가이자 연출가였던 츠카 코우헤이는 쿠사나기의 연기에 대해 "그에게는 가르칠 것이 아무것도 없다. 천재이자 천사이다. 새하얀 악마. 그는 마물을 품고 있다." "그를 천재라고 생각했었는데, 내 생각은 틀렸다. 그는 대천재이다."라고 표현했다.
- 2003년, 주연 영화 『요미가에리』가 롱런하였다. 그 시기에 방송 된 주연 드라마 『나의 사는 길』의 연기로「드라마 아카데미상 주연 남우상」「ATP상 개인상」「『TV LIFE』연간 드라마 대상2003 주연남우상」을 수상했다. 이 드라마에서는『보쿠시리즈 3부작』의 제 1작으로 보쿠시리즈는 3작 전부 최고 시청률 20%를 넘겼다.
- 주연연속드라마『나의사는길』（2003년공개）의 역할로 9kg을 감량했다. 그 후, 한동안 식욕도 체중도 좀처럼 돌아오지 않았지만, 주연 영화『호텔 비너스』의 역할 만들기로 육체 개조를 위해 근육 트래이닝 등을 개시. 영화의 클랭크인 당시에는 근육을 붙이고 체중도 62kg까지 늘려 그 육체를 잡지『Tarzan』에서 피로했다. 또한 그 체중의 증감폭은 15kg였다고 한다.
- 2003년 10월의 주연 영화『호텔 비너스』가 클랭크업하고, 2004년 3월에 영화가 개봉되었을 때에는 쿠사나기는 체형을 줄곧 유지하고 있었다. 당시 쿠사나기에게 밀착했던 잡지『Tarzan』의 편집자는, 쿠사나기의 촬영 (주연 연속 드라마『나와 그녀와 그녀의 사는 길』）의 매일과 초다망한 스케줄 속에서 몸 만들기에 타협하지 않고 근육 트래이닝을 잊지 않는 쿠사나기의 모습을 보고 "쿠사나기씨의 높은 프로의식에 크게 감동받았습니다."라고 말했다. 쿠사나기는 체중 감량으로부터 근육의 증강시킨 이 경험에 대해 "앞으로 여러 가지 역할을 해 나가기 위한 좋은 경험이라고 생각합니다."라고 말했다.
- 2006년 방영된 스페셜 드라마 『사랑과 죽음을 응시하며』의 촬영중, 한겨울에 여름의 씬을 찍으며 입김이 나오지 않도록 입에 얼음을 물고 촬영에 임한 결과, A형 인플루엔져에 걸려 예능방송을 조퇴하는 등, 병원에 입원하여 5일간 감금 상태에 놓여져 있었다고 한다.
- 2006년 여름, 주연 영화『일본침몰』이 공개되어 흥행수입 50억엔을 돌파. 더욱이 세계 16개국에서 상영되어 한국에서는 일본영화 실사로써는 최대규모인 스크린수 246관에서 상영되었다.
- 영화 『안마와 여자』（1938년 공개）의 리메이크 작품인 주연 영화『산의 당신〜토쿠이치의 사랑〜』（2008년 공개）에서는 눈이 보이지 않는 암마사 역을 연기했다. 쿠사나기는 정식으로 안마기술을 마스터 하기 위해 마사지 연습에 임했다. 다음해 촬영 된 주연영화『BALLAD 이름도 없는 사랑의 노래』（2009년 공개）에서는 극한속에서 10kg이상의 갑옷을 아침부터 줄곧 장착한 채, 맨발에 짚신을 신고 무장의 모습으로 촬영에 임했다.
- 2009년 여름에 방송된 주연 연속 드라마『임협 헬퍼』의 임협심을 관철하는 히코이치 역을 연기한 쿠사나기는 이 드라마의 연출을 한 니시타니 히로시에게「새삼스럽지만 대단한 배우다」라고 평가 받았다.
- 2010년에 방영된 TBS개국 60주년 기념 드라마『99년의 사랑〜JAPANESE AMERICANS〜』의 극본가 하시다 스가코는 주인공을 처음부터 쿠사나기를 쓸 것으로 결정하고 그를 위해서 대본을 썼다고 한다.
- 2011년1월20일 쿠사나기는 일본의 미치코 황후와 함께 도내의 극장에서 특별 상영 된 당시 쿠사나기 주연 영화『나와 아내의1778가지 이야기』를 황후의 옆자리에서 감상하였다. 또한 영화 감상 전후에 황후와 담소, 마지막에는 황후와 악수를 나누었다. 이 영화에는 일반 관객들도 입석하였으나, 황후가 공개후의 영화를 이런식을 감상하는 일은 이례적인 일이다.

## 지상 디지털 방송 추진 대사
- 2006년 6월 14일 지상디지털 방송 보급 촉진 이미지 캐릭터로 취임되어 기자회견이 열렸다.
- 2007년 6월 13일 「（사）디지털 방송 추진 협회 (Dpa) 제1회총회」에 있어서 지상 디지털 보급의 큰 공헌자로써 Dpa의 이사장으로부터 감사패를 증여 받았다.
- 2012년 6월 1일 「전파의 날, 정보통신월간」기념 중앙식전에서「지상 디지털 방송 보급 추진 메인 캐릭터 수많은 텔레비전 선전 방송에 출연, 포스터나 리플렛등의 기용, 이벤트의 참가 등을 통해 국민에게 지상 디지털 방송의 매력을 발신하는 일에 진력하여 자국의 지상 방송의 완전 디지털화에 크게 공헌하였다」하여 총무대신으로부터 감사패가 증여 되었다.

## 공연외설로 체포

### 사건의 개요
- 2009년 4월 23일 오전 3시경에 도쿄 아카사카 미드타운 근처의 히노키초 공원에서 알몸으로 떠들고 있던 도중에 경찰관에게 주의를 받았으나 소란을 멈추지 않았다.
- 아사카사 경찰서의 조사에 따르면 23일 오전 2시 55분쯤 미나토 구 아카사카 히노키초 공원에서 술취한 사람이 떠들고 있다는 인근 주민(남성)의 신고를 받고 출동하였다. 경관이 현장에 도착해 보니 쿠사나기 쓰요시가 혼자 알몸상태로 "알몸이 뭐가 나쁘다고(裸だったら何が悪い)"등 인사불성 상태에서 뜻이 불분명한 소리를 했고, 이때 경찰관이 현행범으로 체포했다고 한다.
- 쿠사나기의 옆에는 깨끗하게 개켜진 옷이 놓여져 있었으며, 경찰들에게 "나가!"라고 외치던 상황으로 보아 그는 자택에 있는 것으로 착각을 하고 있었다고 생각된다.

### 사건의 결과
- 일본 주요 신문 및 매스컴은 이 사건을 대서특필하였다.
- 술에서 깬 4월 23일 오후에 하라주쿠 경찰서로 이동하였다.
- 한편 소속사인 쟈니즈 사무소는 각 언론매체 앞으로 팩스(FAX)를 통해 사과 내용을 발표했다.[3]
- 4월 24일 오후 2시경, 도망이나 증거인멸의 우려가 없다고 판단돼 석방됐다.
- 그러나 이후 가택 조사나 약물 조사와 하토야마 구니오 일본 총무장관의 발언과 철회에 대한 역풍이 불어 일본 국민 92%가 동정한다는 반응을 보였다.[4] 또한, 기자 회견을 통해 매우 솔직했다는 평가를 받아 확산되던 동정론은 기자회견 이후 대세가 되었다. 특히 사건 초기 구사나기를 마치 중대범죄자처럼 보도했던 언론에도 비판의 화살이 쏟아졌으며, 이에 언론도 동정론적인 보도가 주를 이루고 있다.[5]
- 이런 여론으로 인해, 쟈니즈 사무소는 체포 36일 만인 5월 28일부터 활동을 재개하여 《SMAPXSMAP》 녹화에 참여한다고 발표하였다.[6]

## 수상 내역
연기 부문
- 1997년 제13회 드라마 아카데미상 남우주연상 《좋은 사람》
- 2003년 제36회 드라마 아카데미상 남우주연상 《내가 사는 길》
- 2003년 제20회 ATP 어워드 개인상 《내가 사는 길》
- 2004년 제13회 TV LIFE 연간 드라마 대상 2003 남우주연상 《내가 사는 길》
- 2004년 제3회 일본 혁신 대상 재팬 쿨 상
- 2005년 제59회 일본 방송 영화 예술 대상 방송 부문 최우수 남우주연상 《나와 그녀와 그녀가 사는 길, 해협을 건너는 바이올린》
- 2005년 제13회 하시다상 《나와 그녀와 그녀가 사는 길, 해협을 건너는 바이올린》
- 2007년 제51회 드라마 아카데미상 남우주연상 《내가 걷는 길》
- 2007년 제16회 TV LIFE 연간 드라마 대상 2006 남우주연상 《내가 걷는 길》
- 2007년 제14회 요미우리 연극 대상 스기무라 하루코상 및 우수상 《아버지 돌아오다/옥상의 광인》
- 2007년 제3회 드라마 오브 더 이어 2006 최우수 남우주연상 《내가 걷는 길》
- 2009년 제62회 드라마 아카데미상 남우주연상 《임협 헬퍼》
- 2010년 제19회 TV LIFE 연간 드라마 대상 2009 남우주연상 《임협 헬퍼》
- 2011년 제65회 일본 방송 영화 예술 대상 방송 부문 최우수 남우주연상 《99년의 사랑~JAPANESE AMERICANS》

패션 부문
- 1997년 제14회 베스트 지니스트 (협회 선출 부문)
- 1998년 제11회 DVD & 비디오 대상 베스트 탤런트상
- 1998년 제7회 MEN'S CLUB 베스트 드레서상
- 1999년 제16회 베스트 지니스트 (일반 선출 부문)
- 2000년 제17회 베스트 지니스트 (2)
- 2001년 제18회 베스트 지니스트 (3)
- 2002년 제19회 베스트 지니스트 (4)
- 2003년 제20회 베스트 지니스트 (5) 명예의 전당

## 출연 작품
SMAP의 출연에 대해서는 SMAP#버라이어티 프로그램 문서를 참조하십시오.

### 버라이어티 프로그램
레귤러
- 《흠키라린 530!》 (NTV)
- 《타모리의 음악은 세계다!》 (TV 도쿄)
- 《빛나라! 소문의 텐 베스트 SHOW → 새로운 텐 베스트 SHOW → 어느 쪽의 요리 쇼 → 신 어느 쪽의 요리쇼》 (NTV)
- 《BANG! BANG! BANG!》 (후지 TV)
- 《OH! 엘 클럽》 (TV 아사히)
- 《스크래치!》 (TBS)
- 《쇼후쿠테이·쿠사나기의 꿈 속 선언 "노력하겠습니다."》 (TV 아사히)
- 《초난강 → 초난강 2》 (후지 TV)
- 《풋스마》 (TV 아사히)
- 《와랏테 이이토모!》 (후지 TV) - 금요일 레귤러
- 《우리들의 음악》 (후지 TV) - 내레이터
- 《와랏테 이이토모! 증간호》 (후지 TV)

### 기타 정기 프로그램
- 《와랏테 이이토모! 봄·가을의 제전 스페셜》 (2001년 - 2009년, 후지 TV)
- 《밤의 와랏테 이이토모! 봄·가을 드라마 특대호》 (2010년 - 2011년, 후지 TV)

### 부정기 프로그램
- 《쿠사나기 츠요시의 여자 아나운서 SP》 (매년 연초에 방송, 후지 TV) - 사회
- 《쿠사나기 츠요시의 간밧타대상(노력한 대상)》 (매년 봄·가을에 2회 방송, 후지 TV) - 사회
- 《FNS 가요제》 (매년 12월에 방송 / 2005년 - 2007년 - 2009년 -, 후지 TV) - 사회
- 《와랏테 이이토모! 특대호》 (매년 연말에 방송, 후지 TV)
- 《피타고라스이치 "뽀키뽀키 애니메이션"》 (2005년 4월 -, NHK 교육) - 목소리 출연

### 단발 프로그램
- 《24시간 TV "사랑은 지구를 구한다"》 (1995년 8월 26일 - 27일·2005년 8월 27일 - 28일, NTV) - 2005년 쿠사나기 츠요시·카토리 싱고가 메인 퍼스낼러티
- 《쿠사나기 츠요시·캘리포니아를 가다 궁극의 청바지를 찾아라》 (2003년 11월 8일, TBS)
- 《다큐멘터리 "내가 사는 길"을 찾아서》 (2004년 2월 7일, 후지 TV)
- 《HEY! HEY! HEY! MUSIC CHAMP 생방송 크리스마스 스페셜》 (2004년 12월 20일, 후지 TV)
- 《일본의 역사》 (2005년 9월 17일, 후지 TV) - 네비게이터
- 《쿠사나기 츠요시와 카토리 싱고 덴마크 기행! 웃음과 인연의 여로》 (2007년 4월 22일, TV 아사히)
- 《쿠사나기 츠요시의 선물! 피겨 마오·미키와 가는 한국 투어》 (2008년 10월 12일, TV 아사히)
- 《갑자기! 황금 전설. "24시간 전국 시대 생활"》 (2009년 9월 10일, TV 아사히)
- 《쇼텐》 (2009년 12월 13일, NTV) - 깜짝 출연
- 《TV 도쿄 개국 45주년 기념 프로그램 봉인 된 삼장법사의 수수께끼~실크로드 30,000km에 도전 한 남자~》 (2010년 9월 23일, TV 도쿄) - 네비게이터
- 《쿠사나기 츠요시를 위해 알리다? 버라이어티 3시간 SP》 (2010년 10월 5일, TV 아사히)
- 《도쿄 스카이 트리 세계 최대의 난관에 도전》 (2011년 7월 24일, NHK 종합) - 네비게이터
- 《FNS 가요제 노래의 여름 축제 2011》 (2011년 8월 6일, 후지 TV) - 사회
- 《스카이 트리의 모든 매력을 보여 드립니다》 (2012년 5월 12일, NHK 종합) - 카토리 싱고와 함께 사회
- 《무릎팍 도사》 (2013년 2월 7일, MBC)

### 텔레비전 드라마
- 《위험한 소년 III》 (1988년 - 1989년) - 쿠사나기 츠요시 역
- 《시간이에요 헤세이 원년》 (1989년) - 핫토리 역
- 《PS 기억 두어》 (1990년) - 츠요시 역
- 《뒤돌아 보면 그대 ...》 (1991년) - 고바야시 타카시 역
- 《더 호감을~두 사람의 거리~》 (1992년) - 쿠사나기 츠요시 역
- 《생명 아름다워~방문 간호사 이야기~》 (1995년)
- 《부착 마굿간 끝내지 않는 사건장스페셜 "단 열흘 신부"》 (1995년)
- 《NAKED BANANAS》 (1995년)
- 《집없는 아이 2》 (1995년) - 쿠로이와 츠요시 역
- 《GOING NUTS》 (1995년)
- 《아직 사랑은 시작되지 않는다》 (1995년) - 오치아이 히로 역
- 《목요일의 괴담 "비밀의 동료"》 (1995년) - 이마무라 신이치 역
- 《나고야 시집 이야기 8》 (1996년) - 히라오카 이치로 역
- 《결혼합시다》 (1996년) - 스기무라 준야 역
- 《맛있는 관계》 (1996년)
- 《좋은 사람》 (1997년) - 기타노 유우지 역
- 《선물 제7화》 (1997년) - 기타노 유우지 역(특별출연)
- 《내가 나이기 위하여》 (1997년)
- 《사쇼 타에코~귀환의 인사》 (1997년)
- 《나리타 이혼》 (1997년) - 호시노 이치로 역
- 《기묘한 이야기 가을 특별편 "결백 한 남자"》 (1997년) - 카와시마 이치로 역
- 《선생님은 모르는거야?》 (1998년) - 키노시타 유사쿠 역
- 《진베》 (1998년) - 테라니시 진 역
- 《후루하타 닌자부로 vs SMAP》 (1999년) - 쿠사나기 츠요시 역
- 《바보녀석-!1999 성희롱따위라 시끄럽게 하지마》 (1999년) - 야마구치 마사토 역
- 《강령~우시스로·오·미르나~》 (1999년) - 하야사카 후미오 역 (특별출연)
- 《TEAM》 (1999년) - 카자미 유스케 역
- 《TEAM 스페셜》 (2000년) - 카자미 유스케 역
- 《TEAM 스페셜 2》 (2001년) - 카자미 유스케 역
- 《TEAM 스페셜 3》 (2002년) - 카자미 유스케 역
- 《TEAM 스페셜 4》 (2003년) - 카자미 유스케 역
- 《기묘한 이야기 봄 특별편 "총 남자"》 (2000년) - 타나카 타로 역
- 《뉴 논스톱》 (2000년) - 특별출연
- 《푸드 파이터》 (2000년) - 이바라 미츠루 역
- 《푸드 파이트 스페셜~홍콩 사투 편~》 (2001년) - 이바라 미츠루 역
- 《푸드 파이트 스페셜~심야 특급 사투 편~》 (2001년) - 이바라 미츠루 역
- 《스타의 사랑》 (2001년) - 나카다 소스케 역
- 《기묘한 이야기 SMAP특별편》 〈13번째 손님〉 (2001년)
- 《초난강 스페셜 사랑해요 사랑의 극장 & 사랑의 노래 "미안해요~미안해요~" "행복하세요~행복에 길들어지다~" (2002년) - 주연
- 《내가 사는 길》 (2003년) - 나카무라 히데오 역
- 《나와 당신이 사는 길~ONE DAY~》 (2003년) - 나카무라 히데오 역
- 《태합기: 원숭이라 불린 남자》 (2003년) - 도요토미 히데요시 역
- 《나와 그녀와 그녀가 사는 길》 (2004년) - 코야나기 테츠로 역
- 《나와 그녀와 그녀가 사는 길 스페셜》 (2004년) - 코야나기 테츠로 역
- 《신센쿠미!》 (2004년) - 에노모토 다케아키 역 (우정출연)
- 《후지 TV 개국 45주년 기념 드라마 "해협을 건너는 바이올린"》 (2004년) - 진창현 역
- 《X'smap~호랑이와 사자와 다섯 남자》 - 주연(SMAP 주연)
- 《도쿠가와 쓰나요시: 개라 불린 남자》 (2004년) - 도쿠가와 츠나요시 역
- 《사랑에 빠지면~나의 성공 비밀~》 (2005년 ) - 스즈키 시마오 역
- 《24시간 TV 스페셜 드라마 "작은 운전사 마지막 꿈"》 (2005년) - 타카나시 요헤이 역 (특별출연)
- 《사랑과 죽음을 응시하며》 (2006년) - 코노 마코토 역
- 《내가 걷는 길》 (2006년) - 오오타케 테루아키 역
- 《사사키 부부의 인의 없는 싸움》 (2008년) - 변호사 역 (우정출연)
- 《엽기적인 그녀》 (2008년)
- 《임협 헬퍼》 (2009년) - 츠바사 히코이치 역
- 《임협 헬퍼 스페셜》 (2011년) - 츠바사 히코이치 역
- 《TBS 개국 60주년 기념 드라마 "99년의 사랑~JAPANESE AMERICANS~》 - 주연
- 《겨울의 벚꽃》 (2011년) - 주연
- 《37세에 의사가 된 나~연수의 순정 이야기》 (2012년) - 콘노 유타 역
- 《기묘한 이야기 2012년 가을 특별편 "증오 바이러스"》 (2012년) - 사에키 마코토 역
- 《스페셜리스트》 (2013년) - 타쿠마 요시토 역
- 《독신 귀족》 (2013년) - 호시노 마모루 역
- 《스페셜리스트 II》 (2014년) - 타쿠마 요시토 역
- 《진짜로 있었던 무서운 이야기 15주년 스페셜 "범인은 누구?"》 (2014년) - 미자와 켄타 역
- 《쩐의 전쟁》 (2015년) - 시라이시 토미오 역
- 《스페셜리스트 III》 (2015년) - 타쿠마 요시토 역

### 영화
- 《슛!》 (쇼치쿠, 1994년) - 카미야 아츠시 역 (SMAP 주연)
- 《안네의 일기》 (1995년, 애니메이션) - 피터 역 (성우)
- 《메신저》 (토호, 1999년) - 스즈키 히로노리 역
- 《극장판 강령~KOUREI~》 (2001년) - 하야사카 후미오 역 (특별 출연)
- 《환생》 (토호, 2003년) - 카와타 헤이타 역
- 《호텔 비너스》 (아스믹 에이스/쇼치쿠, 2004년, 전편 한국어 대사의 일본 영화) - 초난 역
- 《녹차의 맛》 (2004년) - 카메오 출연
- 《NIN × NIN 닌자 핫토리군 THE MOVIE》 (토호, 2004년) - 우정 출연
- 《로봇쯔》 (2005년, 애니메이션) - 로드니 역 (성우)
- 《일본침몰》 (토호, 2006년) - 오노데라 토시오 역
- 《천하장사 마돈나》 (2006년, 한국 영화) - 일본어 교사 역 (특별 출연)
- 《현악기~사랑과 인연의 여로》 (2007년, 인형극) - 하루 역 (성우)
- 《서유기》 (토호, 2007년) - 가짜 사오정 역 (우정 출연)
- 《산의 당신: 토쿠이치의 사랑》 (토호, 2008년) - 토쿠이치 역
- 《나는 조개가 되고 싶다》 (토호, 2008년) - 오니 사부로 역 (우정 출연)
- 《BALLAD 이름없는 사랑의 노래》 (토호, 2009년) - 주연
- 《나와 아내의 1778의 이야기》 (토호, 2011년) - 마키무라 사쿠타로 역
- 《멋진 악몽》 (토호, 2011년) - 호우죠 테루오 역
- 《당신에게》 (토호, 2012년) - 타미야 유우지 역
- 《극장판 임협 헬퍼》 (토호, 2012년) - 츠바사 히코이치 역
- 《중학생 마루야마》 (토에이, 2013년) - 주연
- 《엣 더 벤치》 (2024년) - 주연 (제4편)

### 무대(연극)
- 《세인트 세이야》 (1991년 8월 15일 - 9월 1일) - SMAP 주연
- 《드래곤 퀘스트》 (1992년 8월 1일 - 25일) - SMAP 주연
- 《ANOTHER ~ 침묵의 섬~》 (1993년 8월 6일 - 15일) - SMAP 주연
- 《공주의 리본》 (1993년 12월 3일 - 26일) - 주연
- 《패전국의 왕자 포틴 브라스~오리지널 스마일~》 (<초연> 1995년 3월 6일 - 23일, <재연> 1995년 11월 23일 - 26일) - 주연
- 《카마타 행진곡》 (<초연> 1999년 2월 20일 - 28일, 3월 5일 - 27일 : 시어터 코쿤 <재연> 2000년 1월 15일·25일·28일 - 1월 30일, 2월 4일 - 20일) - 주연
- 《THE SECRET LIVE》 (1999년 7월 1일 - 4일) - 주연
- 《Reading "춘희" With 쿠사나기 츠요시 VOICE~내가 사랑하는만큼 나를 사랑해~》 (<초연> 2002년 2월 13일 - 16일, <재연> 2002년 6월 22일 - 23일, 30일) - 쿠사나기 츠요시의 낭독 극
- 《아버지 돌아오다 / 옥상의 광인》 (2006년 4월 1일 - 30일) - 주연
- 《기억의 어머니》 (2008년 5월 10일 - 6월 8일) - 주연
- 《K2》 (2010년 11월 2일 - 28일) - 주연
- 《나에게 불의 전차를》 (2012년 11월 3일 - 12월 1일) - 주연
- 《두 도시 이야기》 (2013년) - 주연

### 텔레비전 애니메이션
- 《공주의 리본》 (1992년 10월 - 1993년 12월, TV 도쿄) - 하세쿠라 코이치 역 (레귤러)
- 《꿈을 이루는 코끼리》 (2009년 1월 - 12월, TBS)
- 《짱구는 못말려》 (2009년 9월 4일, TV 아사히)

### 나레이터
- 《NONFIX 다카하시 요시노부 300일의 초상~거인의 이유~》 (1998년 1월 27일, 후지 TV)
- 《지구! 신비한 대자연》 (2001년 - 2003년, NHK 종합)
- 《멋진 우주선 지구호》 (2003년, TV 아사히)
- 《우리들의 음악》 (2005년 4월 -, 후지 TV)
- 《논픽션 한일 공동 제작 다큐멘터리 "앞질러진 지금 ...기로에 선 두 베이비 붐 세대"》 (2006년 8월 20일, 후지 TV)
- 《깜짝 영상 88 연발! 경이의 물 세계~물 검정 2008》 (2008년 8월 5일, 후지 TV )
- 《"시민 러너" 세계에 도전~마라톤 일본 대표 가와우치 유키~》 (2011년 7월 18일, NHK 종합)

### 라디오
- 《안녕 SMAP》 (TOKYO FM)
- 《SMAP POWER SPLASH》 (bayfm) ※쿠사나기와 카토리와 함께 라디오 진행을 맡는 프로그램으로 1995년 4월에 방송 시작, bayfm에서 방송 기간이 가장 긴 프로그램이다.
- 《라디오 심야편 인터뷰 스페셜 "한국 문화와 만나 변화하는 10년"》 (2011년 5월 7일 - 8일, NHK 라디오 제1방송·NHK-FM 방송)

## CD 솔로 작품

### CD 북
- 《Reading "춘희(椿姫)" With 쿠사나기 츠요시 VOICE~내가 사랑하는 만큼 나를 사랑해~》 (2002년 6월, 카도카와 서점) 낭독 : 쿠사나기 츠요시, 각본·연출 : 츠치다 히데키

### 음악 CD
- 《남자아이와 여자아이 / 코이즈미 쿄코》 (1996년 10월 21일, 빅터 엔터테인먼트) 작사 : 코이즈미 쿄코, 작곡 : 오쿠다 타미오
- 《사랑의 노래〜정말 사랑해요〜》 / 초난강 (2002년 6월 26일, 빅터 엔터테인먼트) 작사·작곡 : 츤쿠♂

## 저서

### 에세이
- 《이것이 나입니다.》 (1997년 4월, 와니북스) ISBN 978-4-8470-1279-2
- 《Okiraku》 (2007년 3월, 카도카와 그룹 퍼블리싱) ISBN 978-4-04-894489-2
- 《쿠사나기론》 (2008년 5월, 슈에이샤) ISBN 978-4-08-780494-2

### 어학 학습
- 《초난강 명의로 출판. 정말 북》 (2002년 12월, 매거진 하우스) - 한국어 회화 ISBN 978-4-8387-1425-4
- 《정말 북 한글 버전》 (2002년 12월, 매거진 하우스) ISBN 978-4-8387-1418-6
- 《정말 북 2》 (2004년 11월, 매거진 하우스) - "정 말 북"의 제 2 탄 ISBN 978-4-8387-1558-9
- 《정말 북 2.5》 (2004년 11월, 매거진 하우스) ISBN 978-4-8387-1559-6

### 번역
- 《달의 거리, 산의 거리》 / 글 : 이철환, 원제 : 연탄길, 번역 : 쿠사나기 츠요시[7] (2011년 2월, 와니북스) - 대한민국의 실화 소설 일역 단편집 ISBN 978-4-8470-1964-7

### 사진집
- 《DOCUMENT 쿠사나기 츠요시 in "환생"》 / (2003년, 카도카와 서점) ISBN 978-4-04-853575-5
- 《The Hotel Venus Starring Kusanagi Tsuyoshi》 / (2004년, 카도카와 서점) ISBN 978-4-04-853735-3
- 《일본 침몰 PHOTO BOOK featuring 쿠사나기 츠요시》 / (2006년, 카도카와 서점) ISBN 978-4-04-853980-7
- 《사진집 산의 당신 토쿠이치의 사랑》 / (2008년, 슈에이샤) ISBN 978-4-08-780495-9

### 잡지 연재
- 《C'est la vie!》 (“Wink up” 연재 종료, 와니북스)
- 《느긋함이 좋아!》 (“월간 더 텔레비전” 1996년 4월 - 카도카와 그룹 퍼블리싱)
- 《쿠사나기 츠요시 나의 "은신처"에 오신 것을 환영합니다》 (“MORE” 2004년 3월 - 2008년 5월, 슈에이샤)
- 《쿠사나기 츠요시 "절대 호감론"》 (“Oggi” 2014년 6월 - )

## 광고(CM)
개인 CM
- ANA 초와리(超割)
- ECC
- JRA - 내레이터
- NTT 동일본
- P&G 아리에루(세제)
- 아사히 음료 맛 녹차
- 아사히푸드앤드헬스케어 1봉 만족바
- 아지노모토 아지노모토(조미료)
- 안그파(ANGFA) / D-STYLE WAX
- 안그파(ANGFA) / 두피 D 샴푸
- 에이스 콕 슈퍼 컵
- 환경부 팀 마이너스 6% ※나레이터
- 99 플러스 SHOP99
- KFC(켄터키 프라이드 치킨) 한국풍 트위스터향 튀김 간장 치킨
- SUNKUS
- 산토리 음료 중년 차, BOSS "레인보우 마운틴"
- 산요(SANYO) Xacti DMX-C1
- 사단 법인 지상 디지털 방송 추진 협회
- 소니 뮤직 엔터테인먼트 (소니 레코즈) Canna 〈바람이 향하는대로〉 ※나레이터
- 다이오 제지 엘리스
- 다이니혼 조추키쿠 주식회사 - 킨쵸르
- 타나베 제약 - 아스파라 드링크 시리즈
- 도쿄 해상 그룹 (도쿄해상일동·안심 생활) 빠른 보험
- 남코 원더 에그 2(NAMCO WonderEggs)
- 노무라 증권
- 롯데아이스 쉐밀크
- 야마사 간장 - 콘부폰즈
- 로토 제약 - 판시론
- 롯데 겨울색 초콜릿
- 도요타 도요타 렌타리스 (1995년 -)
- AC 재팬
  - 각성제 박멸 운동 "DRUGS KILL TEENS" (1997년 - 1998년)
  - 골수 은행 등록 캠페인 - 내레이터
  - 국제 연합 세계 식량 계획 (WFP) "밥의 교과서" (2004년 - 2005년)
  - 한일 공동 캠페인 '에코 라이벌이되자." (2008년 - 2009년) - 최지우와 공연.
- 오츠카 제약 - 포카리 스웨트 (2007년 -)
- 오츠카 제약 - 포카리 스웨트 이온 워터 (2007년 -)
- 시마호

## 같이 보기
- SMAP - 소속 그룹
- 자니즈 사무소 - 소속 프로덕션
- 구로다 후쿠미 - 원조 친한파 일본탤런트
- 무로이 마사야 - 한국 야구에 관심주고 주목하는 일본 야구 저널리스트